# Antoine Duché
Antoine Duché est un homme politique français né le 8 juin 1843 à Saint-Étienne (Loire) et décédé le 24 décembre 1887 à Paris.
Fils de Tristan Duché, député de la Loire sous la Deuxième République, il suit son père, exilé en Angleterre après le coup d’État du 2 décembre 1851. Revenu en France, il est journaliste dans les journaux républicains de la Loire. Il est député de la Loire de 1885 à 1887, siégeant à gauche et conseiller général.
Il est inhumé au cimetière du Père-Lachaise (68e division).

## Sources
- « Antoine Duché », dans Adolphe Robert et Gaston Cougny, Dictionnaire des parlementaires français, Edgar Bourloton, 1889-1891 [détail de l’édition]